# Эрхемперт
Эрхемпе́рт (Эрхембе́рт; лат. Erchempertus, Erchembertus; умер между 889 и 901) — раннесредневековый итальянский хронист. Написанная им «История лангобардов Беневенто» (лат. Historia Langobardorum Beneventanorum) — один из основных источников по истории Южной Италии второй половины IX века.

## Биография
О происхождении и ранних годах Эрхемперта точных сведений не сохранилось. Сам он об этом не сообщает, а данные, приводимые историком XII века Львом Остийским в его «Хронике монастыря Монтекассино», о том, что отцом Эрхемперта, с детства предназначенного для монашеской жизни, был некий Адельгарий из Теано, являются ошибочными, о чём писал ещё младший современник Льва, хронист Фалькон Беневентский, работавший с теми же документами из архива Монтекассино, что и его предшественник.
Первое достоверное свидетельство об Эрхемперте относится к 881 году. Как свидетельствует «История лангобардов Беневенто», в этом году он был пленён князем Панденульфом, лишён всего имущества и 23 августа выслан в Капую. Вскоре после этого Эрхемперт вступил в монашескую общину Монтекассино, возможно, став управляющим монастырским хозяйством. В этом качестве в 886 году он сопровождал обоз с продовольствием, направлявшийся из Теано в Капую, который подвергся нападению отряда византийцев, служивших герцогу-епископу Неаполя Афанасию. Только после выплаты большого выкупа Эрхемперт и его спутники были освобождены, при этом сам историк был вынужден проделать оставшийся путь до Капуи пешком. По поручению аббата Монтекассино Ангелария, Эрхемперт совершил поездку в Неаполь, чтобы потребовать от герцога Афанасия компенсации нанесённого монастырю ущерба, но так ничего и не смог добиться.
7 января 887 года князь Атенульф I отнял у монтекассинских монахов всё имущество, которым они владели в Капуе и её окрестностях. В ответ на эти действия аббат Ангеларий послал Эрхемперта в Рим, чтобы заручиться поддержкой папы римского Стефана V (VI). Историк успешно выполнил возложенную на него миссию: он получил от папы письмо к Атенульфу I, которое заставило князя Капуи примириться с братией Монтекассино и возвратить всё захваченное им имущество. Однако после этого Атенульф стал всячески преследовать Эрхемперта и даже изгнал его из собственной кельи.
Это последнее событие из жизни Эрхемперта, которое может быть точно датировано. Историк был ещё жив в 889 году, к которому относятся последние записи его хроники, однако, как предполагается, уже вскоре он скончался.

## Сочинения

### История лангобардов Беневенто
Главным трудом, написанным Эрхемпертом, является «История лангобардов Беневенто». Этот исторический источник сохранился в единственной рукописи (codex Vaticanus 5001), созданной около 1300 года. Она стала протографом для всех изданий сочинения Эрхемперта, первое из которых было осуществлено в 1627 году.
Эрхемперт создал свою «Историю лангобардов Беневенто» как продолжение труда Павла Диакона «История лангобардов». Он описал события 787—889 годов в Беневентском и Капуанском княжествах, особо уделяя внимание феодальным войнам и борьбе против сарацин. Основными источниками информации для Эрхемперта послужили устная традиция и личные наблюдения. Однако, ему были доступны и некоторые более ранние документы, хотя их использование им крайне ограничено.
Главный лейтмотив повествования — ущербность времён, современных историку, по сравнению с предыдущими веками процветания Лангобардского королевства, описанными Павлом Диаконом. Оценка Эрхемпертом произошедших событий часто носит тенденциозный характер и определяется личным отношением автора к упоминаемым им персонам. Положительную характеристику получают лишь немногие лица (например, папа римский Николай I и император Людовик II), в основном, сыгравшие значительную роль в увеличении богатств и влияния христианской церкви Апеннинского полуострова. Бо́льшая часть феодальных правителей Южной Италии IX века описывается историком с негативной точки зрения. Наиболее критических оценок Эрхемперта удостаиваются князь Капуи Ланденульф II и герцог-епископ Неаполя Афанасий. Также автор «Истории лангобардов Беневенто» даёт весьма нелестную характеристику франкам и византийцам, первым ставя в вину уничтожение независимости лангобардских княжеств, а вторых обвиняя в вероотступничестве и лживости.
Несмотря на то, что хронику Эрхемперта необходимо использовать крайне осторожно из-за пристрастности его автора в изложении описываемых им событий, «История лангобардов Беневенто», наряду с сочинениями Агнелла Равеннского и Андрея Бергамского, является важным первичным источником по истории Италии IX века, особенно ценным за период 880-х годов. Как основной источник по истории юга Апеннинского полуострова этого времени, сведения, почерпнутые из труда Эрхемперта, были впоследствии использованы в «Салернской хронике» и «Хронике монастыря Монтекассино».

#### Издания хроники
На латинском языке:
- Erchempert. Historia Langobardorum Beneventanorum. — Monumenta Germaniae Historica. Scriptores Rerum Langobardicarum et Italicarum. — Hannover: Impensis Bibliopolii Hahniani, 1878. — P. 231—264. — 636 p.

На русском языке:
- Эрхемберт. История беневентских лангобардов // Хроники Италии  / перевод И. В. Дьяконова. — М.: Русская панорама, 2020. — С. 300—350. — ISBN 978-5-93165-439-3.

### Другие сочинения
Кроме «Истории лангобардов Беневенто», авторству Эрхемперта принадлежат ещё два сочинения:
- Стихотворное посвящение неназываемому по имени князю Беневенто, находившееся в одной рукописи с «Историей» Эрхемперта и «Салернской хроникой». Ранее предполагалось, что это — сочинение анонимного автора, являющееся частью «Салернской хроники» и адресованное князю Беневенто Пандульфу Железная Голова. Однако сейчас установлено, что автором посвящения, написанного в качестве предисловия к «Истории лангобардов Беневенто», был сам Эрхемперт и что оно обращено к Айону II.
- Мартиролог, являвшийся стихотворным переложением мартиролога Беды Достопочтенного. Текст мартиролога Эрхемперта сохранился в двух рукописях и впервые был опубликован только в 1951 году в Мадриде.